# HMS Pelikanen (A247)

HMS Pelikanens vapen sedan 2018

HMS Pelikanen (A247) är ett torped- och robotbärgningsfartyg i svenska flottan. Dess uppgifter är bland annat bärgning av övningstorpeder för svenska marinen. Fartyget är utrustat med undervattensfarkost för bärgning av sjunken torped.
Dagens arbetsfartyg, HMS Pelikanen i Karlskrona och HMS Furusund på Berga/Musköskall skall ersättas av två nya arbetsfartyg som planeras att överlämnas till Försvarsmakten 2027 och 2028.